# Dzikie Turnie
Dzikie Turnie lub Dzika Turnia – dwie skały w Dolinie Kluczwody na Wyżynie Olkuskiej, w miejscowości Wierzchowie, w województwie małopolskim, w powiecie krakowskim, w gminie Wielka Wieś. Znajdują się w górnej części orograficznie lewych zboczy doliny, w grupie skał wznoszących się na stoku Berda. Zlokalizowane są w dolnej części tych zboczy, w odległości około 35 m od szosy biegnącej wzdłuż podnóży Berda.
Są to dwie znajdujące się w lesie na stromym stoku wapienne skały o wysokości do 18 m, oraz kilka mniejszych bloków skalnych. Tworzą mur skalny równoległy do drogi biegnącej u podnóży Berda. W murze tym jest duża wnęka, a w niej otwór Jaskini Dzikiej.

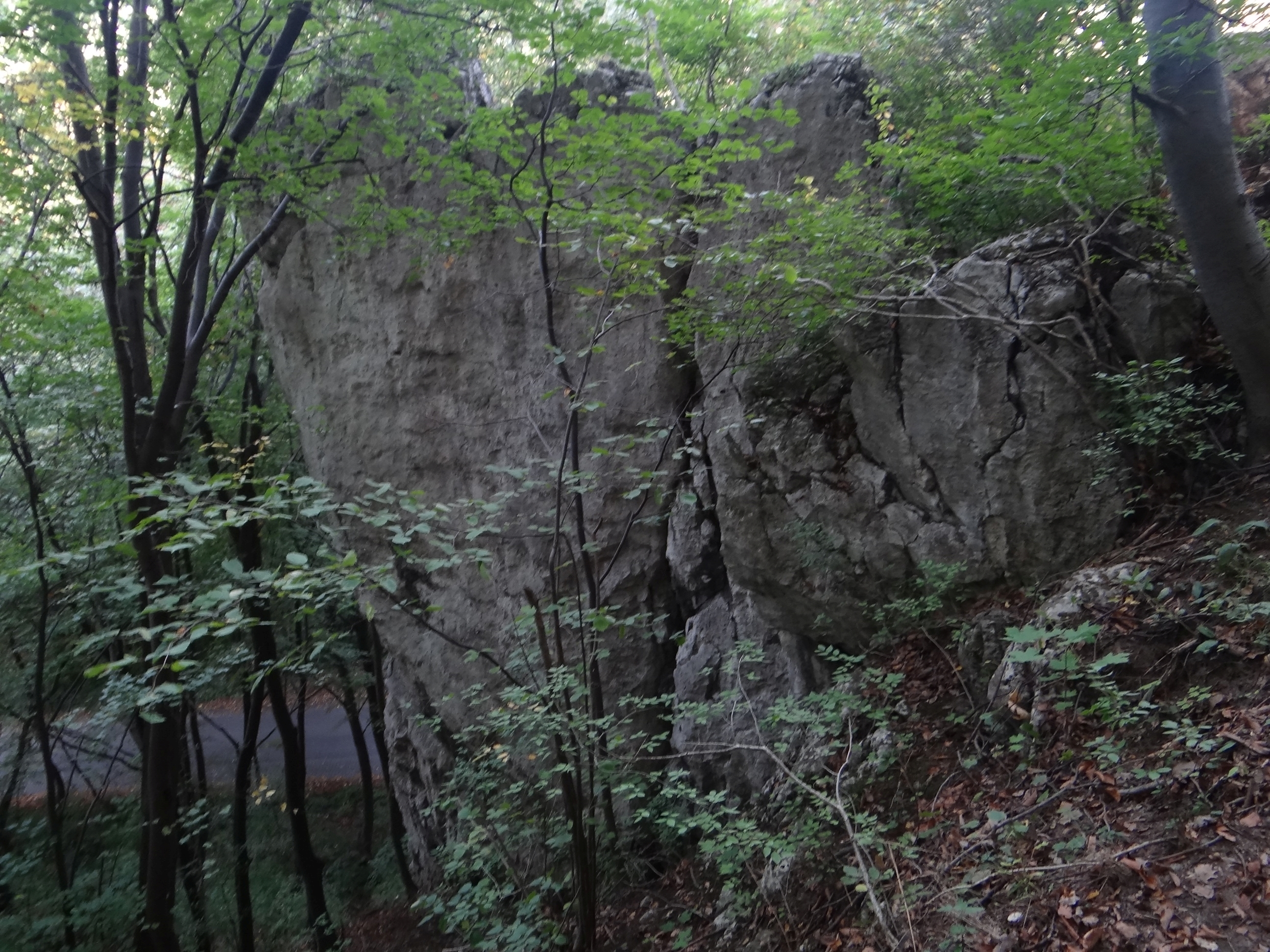
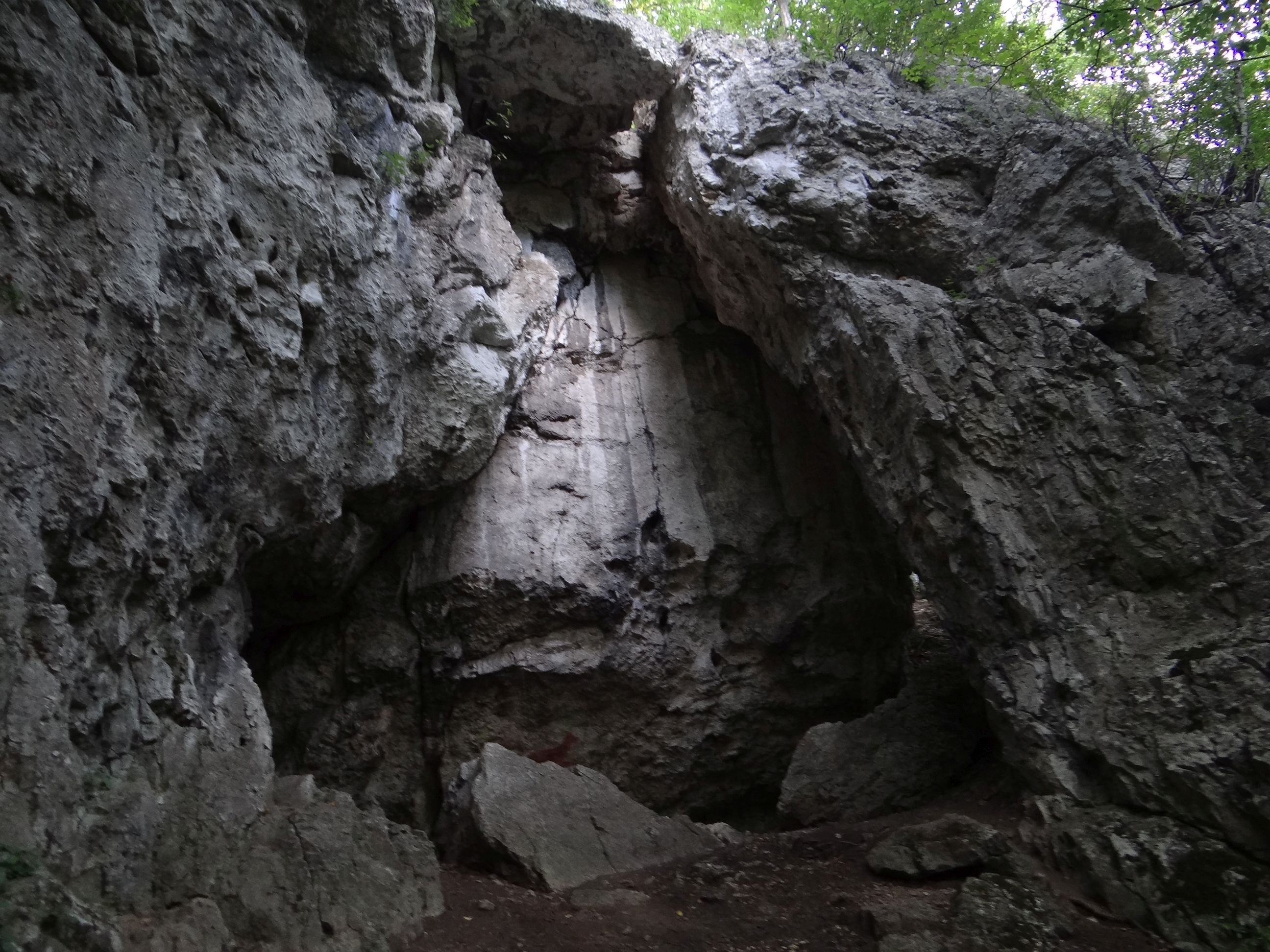
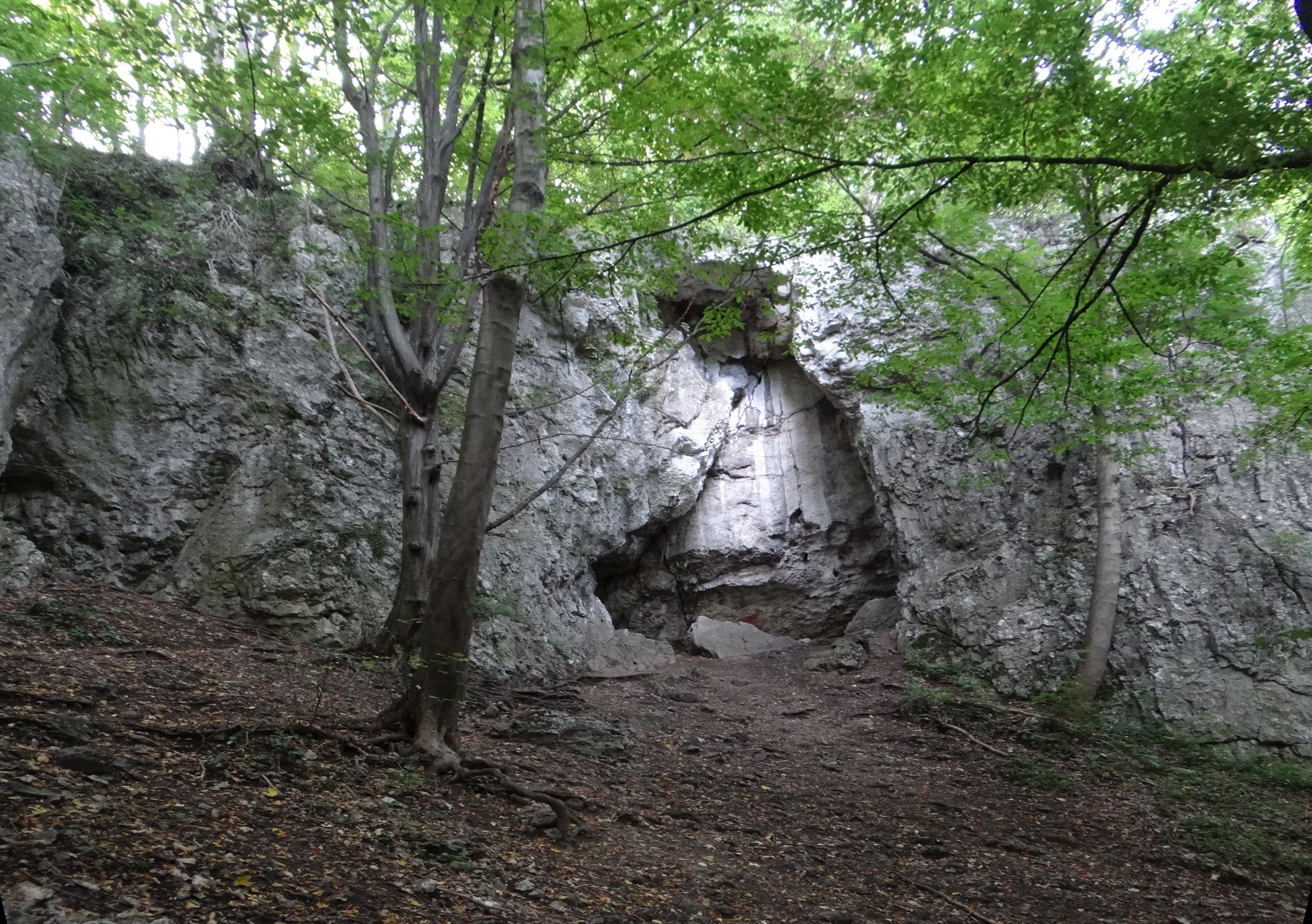
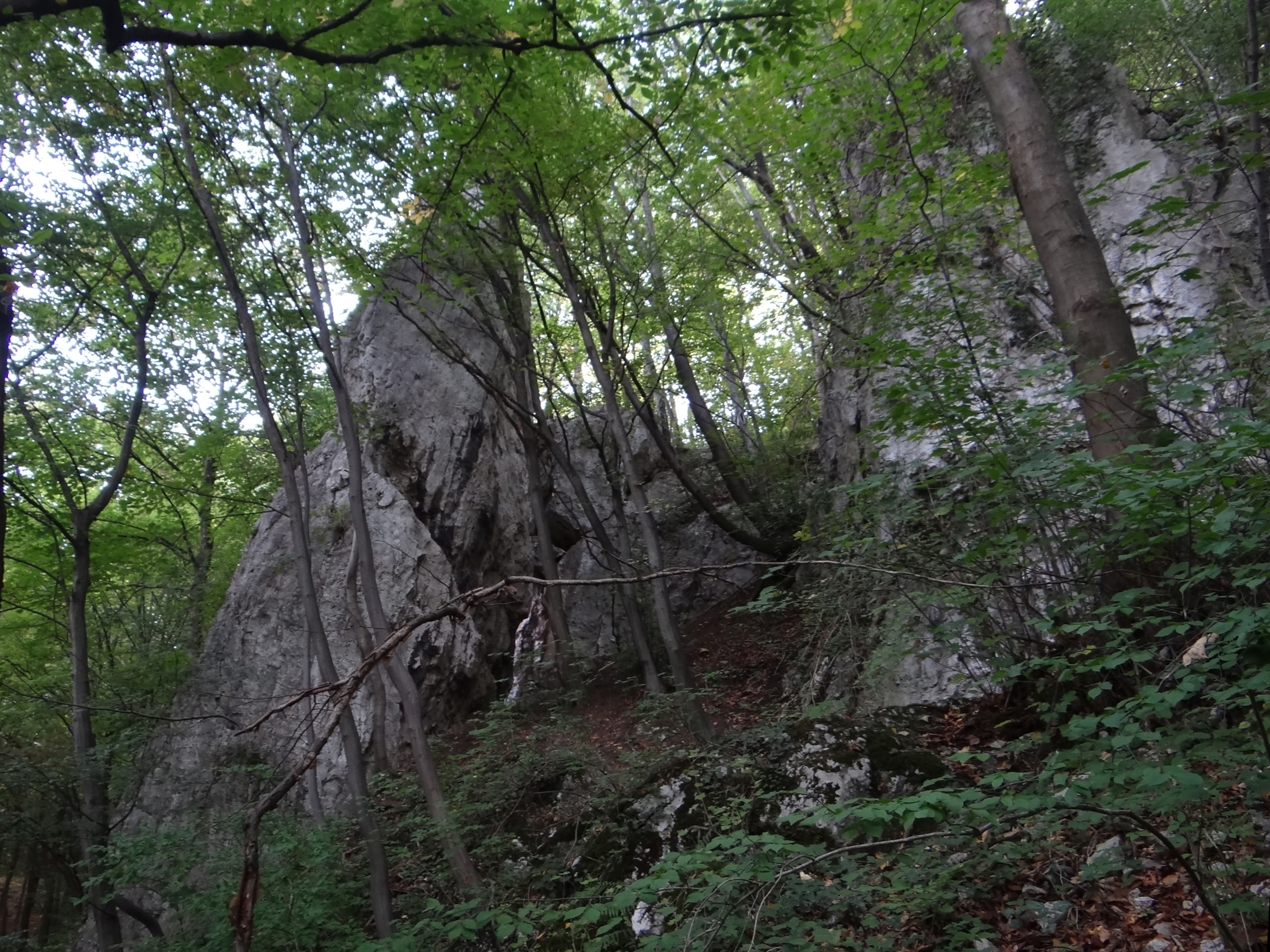

W Dzikich Turniach znajdują się dwie jaskinie: Jaskinia Dzika i Schronisko przy Jaskini Dzikiej.

## Drogi wspinaczkowe
Skały są obiektem wspinaczki skalnej. Jest na nich 21 dróg wspinaczkowych o trudności od IV+ do VI.4 w skali Kurtyki. Większość dróg ma zamontowane stałe punkty asekuracyjne: ringi (r), spity (s), haki (h) i stanowiska zjazdowe (st).

Dzikie Turnie I
1. Bez nazwy; VI-, 15 m
2. Setny ubaw; 1h, VI.2+, 15 m
3. Jaja to zdwojone ja; 2r + 3s + st, VI.4+, 14 m

Dzikie Turnie II
1. Dzika lustracja; st, VI.1+, 14 m
2. Wielki Szu; 5r + 1s + st, VI.4+, 14 m
3. Krakowska ruletka; 4r + st, VI.3, 14 m
4. Ruletka z trawersem; 5r + st, VI.2, 14 m
5. Pidżama Porno; 5r + st, VI.3+, 14 m
6. Dygoty; 2r + 2s + st, VI.2+, 14 m

Dzikie Turnie III
1. Kalać, szmacić i centralnie; 1s, IV+, 12 m
2. Droga Dawida; 5r + 1s + st, VI.2, 14 m
3. Mucha na dziko; 1r + 3s, VI.3+, 14 m

Dzikie Turnie IV
1. Przekleństwo męskiej sprawności; 4r + st, VI.4+, 12 m
2. Seksmisja; 4r + st, VI.2+, 12 m
3. Dzikość serca; 3r + st, VI.2, 12 m
4. Dzika rysa; IV+, 12 m
5. Wariant do dzikiej rysy; IV, 12 m

Dzikie Turnie V
1. BTW; V, 14 m
2. Filarek Malczyka-Opozdy; V, 14 m[1].